# Les Masies de Voltregà
Les Masies de Voltregà (spanisch [Las] Masías de Voltregá) ist eine katalanische Gemeinde (Municipio) mit 3.292 Einwohnern (Stand: 2024) in der Provinz Barcelona im Nordosten Spaniens. Sie liegt in der Comarca Osona. Die Gemeinde besteht aus zwölf Ortschaften unter anderem La Gleva, El Poble-sec und Vinyoles d'Orís.

## Geographie
Les Masies de Voltregà liegt etwa 85 Kilometer nordnordöstlich von Barcelona in einer durchschnittlichen Höhe von 535 m. Eingeschlossen ist die Gemeinde Sant Hipòlit de Voltregà.

## Demografie
| 1900 | 1930 | 1950 | 1970 | 1981 | 1991 | 2001 | 2011 | 2021 |
| ---- | ---- | ---- | ---- | ---- | ---- | ---- | ---- | ---- |
| 1451 | 1977 | 1820 | 2131 | 2379 | 2479 | 2784 | 3174 | 3178 |

## Sehenswürdigkeiten
- Reste der Burg von Voltregà
- Wallfahrtskirche Sankt Marien in La Gleva
- Stefanskirche in Viñolas de Oris
- Michaeliskirche in Ordeig
- Martinskapelle in Xic

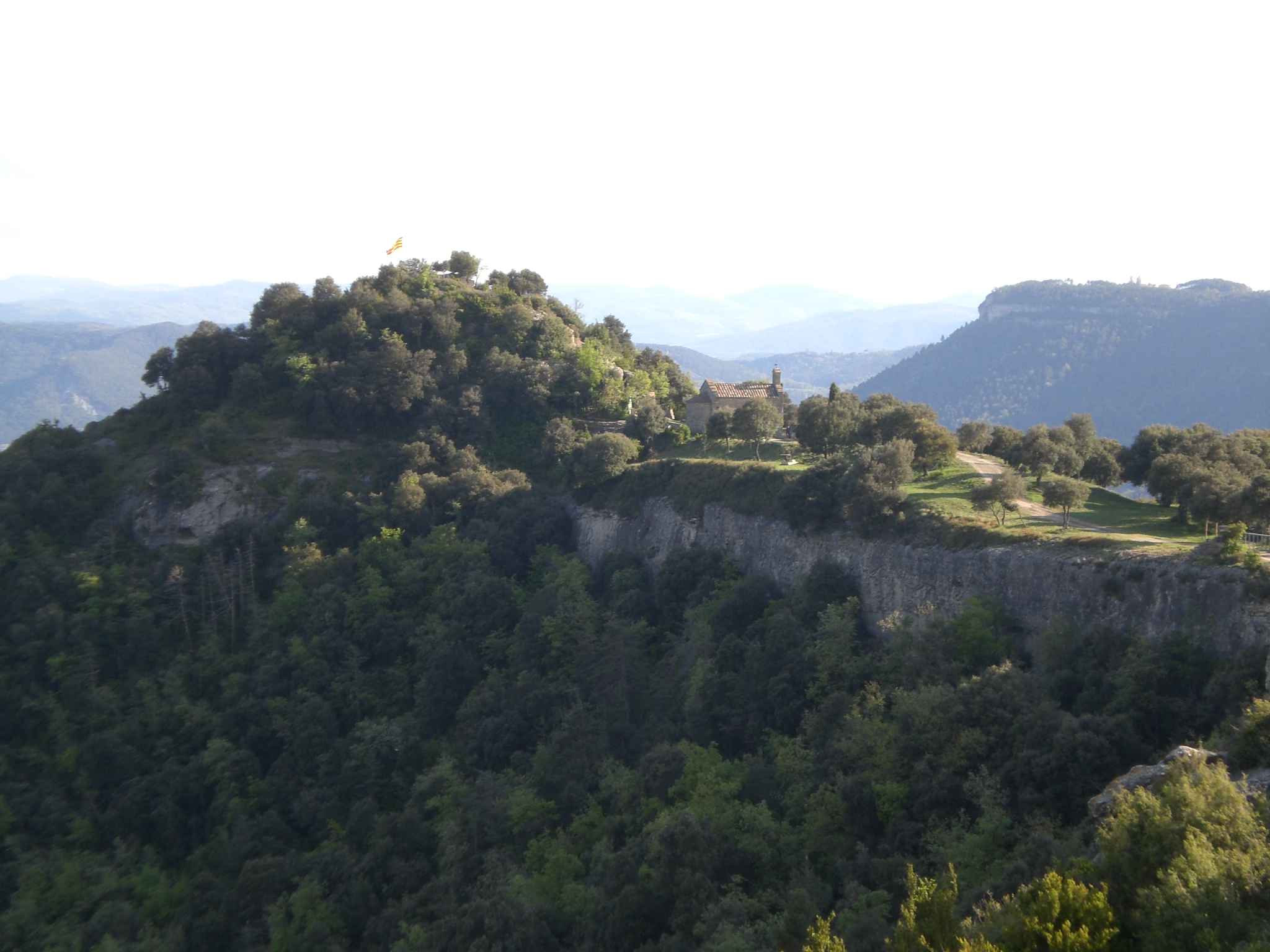
Burgruine von Voltregà
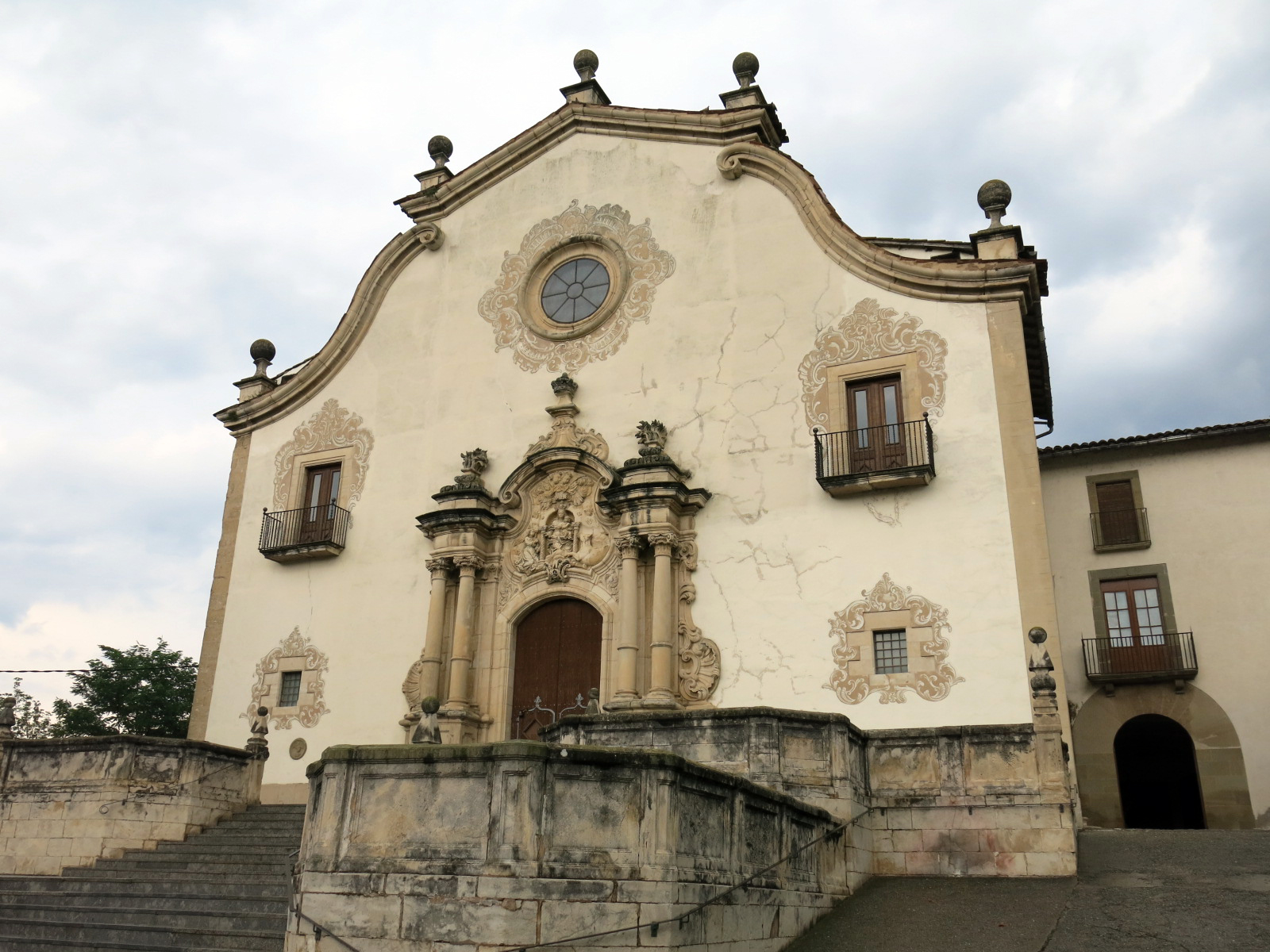
Wallfahrtskirche Sankt Marien
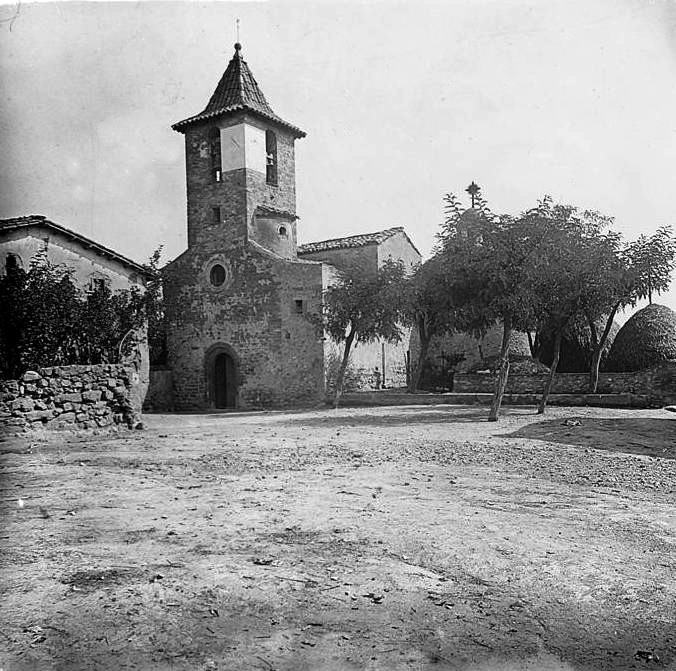
Stefanskirche
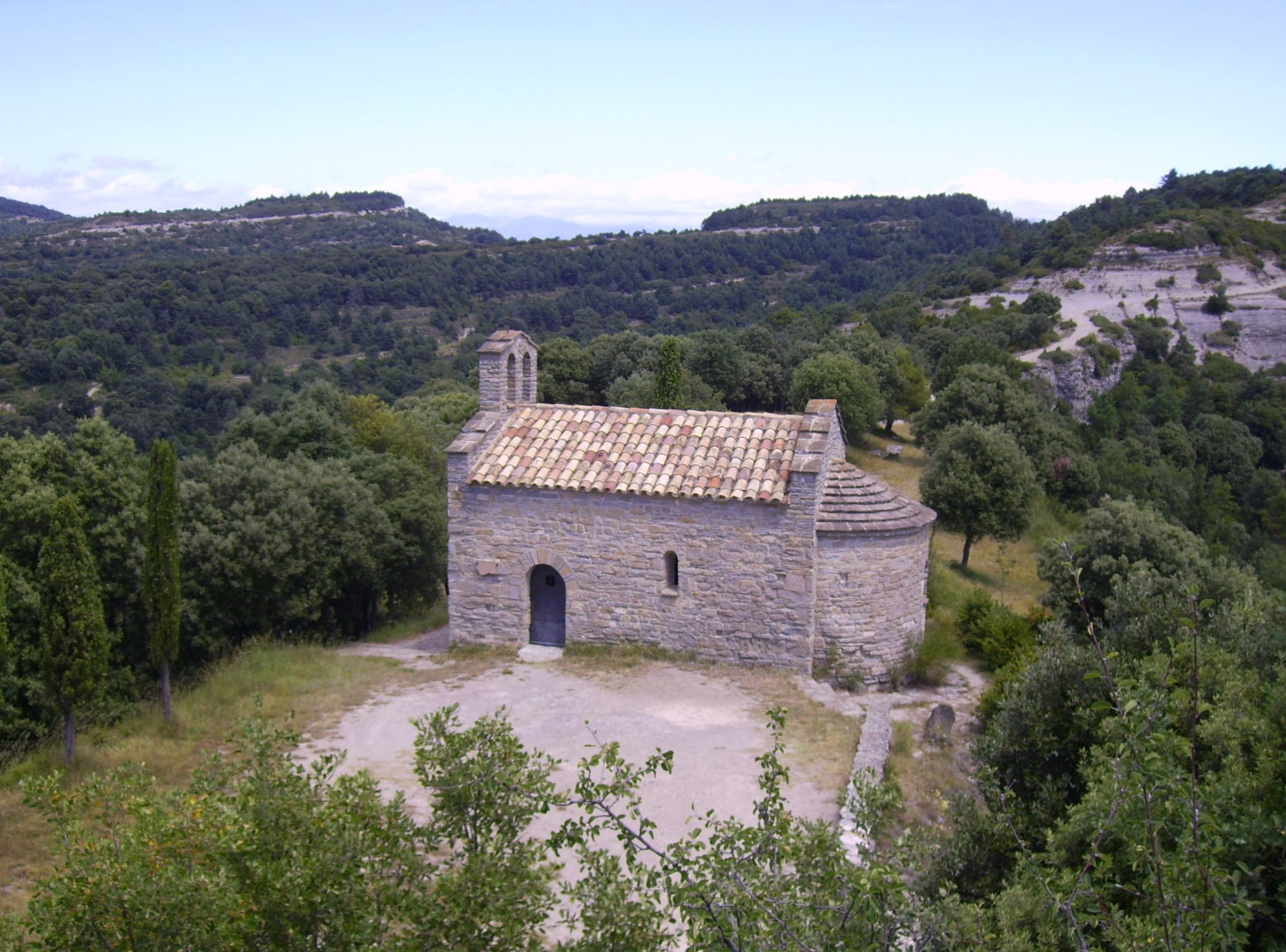
Martinskapelle

## Persönlichkeiten
- Lluís Teixidó (* 1978), Rollhockeyspieler
- Guillem Trabal (* 1979), Rollhockeyspieler